# Paróquia de Santo Amaro da Imperatriz
A Paróqua de Santo Amaro da Imperatriz é uma das mais importantes[carece de fontes?] paróquias da Arquidiocese de Florianópolis.
Criada em 29 de maio de 1854 em Santo Amaro da Imperatriz, a paróquia destaca-se pelo grande número de comunidades engajadas no crescimento de suas igrejas. Um outro fato importante é o grande número de fiéis à religião católica existentes no município.